# 금교진
금교진(한국 한자: 琴敎眞, 1992년 1월 3일 ~ )은 대한민국의 축구 선수이며 포지션은 풀백이다. 현재 K3리그의 김해FC 소속이다.

## 클럽 경력
2014년 자유계약으로 대구 FC에 입단하였다. 프로 데뷔 후 2번째 경기인 3월 29일 안산 경찰청과의 경기에서 데뷔골을 터뜨렸다.
2015년 7월 이광진과 트레이드로 대전 시티즌에 입단하였다.
2015시즌을 끝으로 내셔널리그의 경주 한수원으로 이적하였다.
2016년 7월 FC 서울에 입단하였다. 하지만 서울에서 금교진은 1경기도 출전하지 못했다.
2017년, 영남대학교 시절 은사였던 김병수 감독의 부름을 받고 서울 이랜드로 이적하였다. 2017년 3월 5일 부천 FC 1995와의 리그 첫 경기에 출전해 프리킥 골을 기록하였다.
2018년 여름 이적시장을 통해 김포 시민축구단으로 이적했다.
2019시즌을 앞두고 내셔널리그의 천안시청으로 이적했다. 2019년 4월 6일 열린 부산교통공사와의 경기에서 천안 입단 이후 첫 골을 기록했다.
2021시즌을 앞두고 K4리그의 포천시민축구단으로 이적했다.

## 수상

### 클럽

#### FC서울
- K리그 클래식
  - 우승 1회 : 2016